# George Valiamattam
George Valiamattam (ur. 16 września 1938 w Kodancherry) – indyjski duchowny syromalabarski, w latach 1995-2014 arcybiskup Tellicherry.

## Życiorys
Święcenia kapłańskie przyjął 30 listopada 1963. 18 lutego 1989 został prekonizowany biskupem Tellicherry. Sakrę biskupią otrzymał 1 maja 1989. 18 maja 1995 został podniesiony do godności arcybiskupa. 29 sierpnia 2014 przeszedł na emeryturę.